# 디드고리 전투
디드고리 전투(조지아어: დიდგორის ბრძოლა; 튀르키예어: Didgori Muharebesi)는 1121년 8월 12일에 조지아 왕국군과 붕괴되어 가던 셀주크 제국군이 현대 조지아의 수도 트빌리시에서 서쪽으로 40 km 떨어진 디드고리에서 격돌한 전투이다. 그 전투는 조지아의 다비트 4세의 셀주크의 일가지 휘하 침략군에 대항한 결정적인 승리로 결판났고, 트빌리시는 무슬림 지배에 대항한 재정복으로 인해 왕국의 수도가 되었다. 이후 조지아 왕국의 수도가 되었다. 디드고리의 승리는 중세 조지아의 “황금시대”를 알리는 서막이었다. 조지아의 연대기들은 이 승리를 “기적적인 승리 (ძლევაჲ საკვირველი, 즐레바이 사카비르벨리)”라고 불렀고, 현대에도 조지아인들은 9월에 디드고로바 (“디드고리의 [날]”)이라는 축제를 지낸다.
그러나,

## 배경

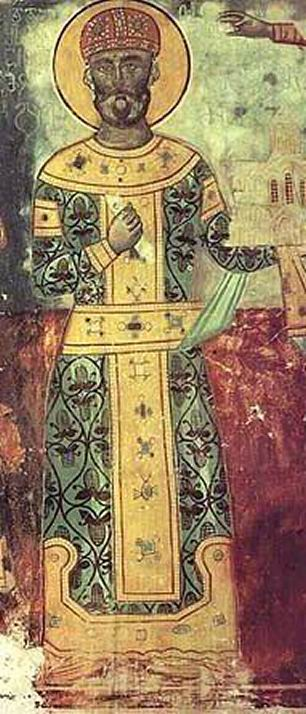
조지아의 다비드 4세

1080년대 이후 조지아 왕국은 셀주크 제국의 속국이 되었다. 하지만 1090년대에 셀주크 제국이 내부 분란으로 쇠약해지고 서유럽이 제1차 십자군을 일으켜 무슬림들이 지배하던 성지를 점령하자 조지아의 활동적인 왕 다비드 4세는 그러한 국면을 이용해, 킵차크족과 알란족을 징집하고 프랑크족 용병들까지 고용해 잃어버린 옛 영토를 회복했하고 튀르크인 침략자들을 축출하여 상대적으로 강한 군주국을 이룩했다. 1096-7년, 다비드는 셀주크에 대한 조공을 거부했으며 조지아에 대한 투르크인들의 이주도 막았다. 1103년에서 1118년에는 여러 차례의 원정을 통해 주요 요새들을 탈환했다. 그러한 다비드의 최종 목적은 고대 조지아의 도시이자 (당시 기준으로) 4세기나 무슬림들이 지배하던 트빌리시의 탈환이었다. 그의 군대는 아라스강에서 카스피해까지 이르렀으며, 남캅카스의 모든 무슬림 상인들이 그를 두려워했다. 1121년 6월, 조지아 군대는 트빌리시를 포위했고, 무슬림 지도층은 다비드 4세에 대한 조공을 약속할 수 밖에 없었다.

## 전투
조지아 군대의 성공은 분열된 무슬림들의 단합을 불렀다. 트빌리시의 무슬림들이 술탄 마흐무드 2세 b. 무함마드 (재위 1118 - 1131) 에게 이를 탄원하자, 술탄은 마르딘의 아르투크 왕조의 일가지, 알힐라의 마지야드 왕조의 두바이스 2세 b. 사다카, 술탄의 형제이자 아란과 나히체반의 지배자 투그룰과 그의 아타베그 쿤 투그디에게 조지아를 정벌할 것을 명했다. 1121년 8월 중순, 이 연합군은 일가지의 지휘 아래 조지아 동쪽의 트리알레티 계곡을 따라 진군해 디드고리와 망글리시 부근에 숙영했다.

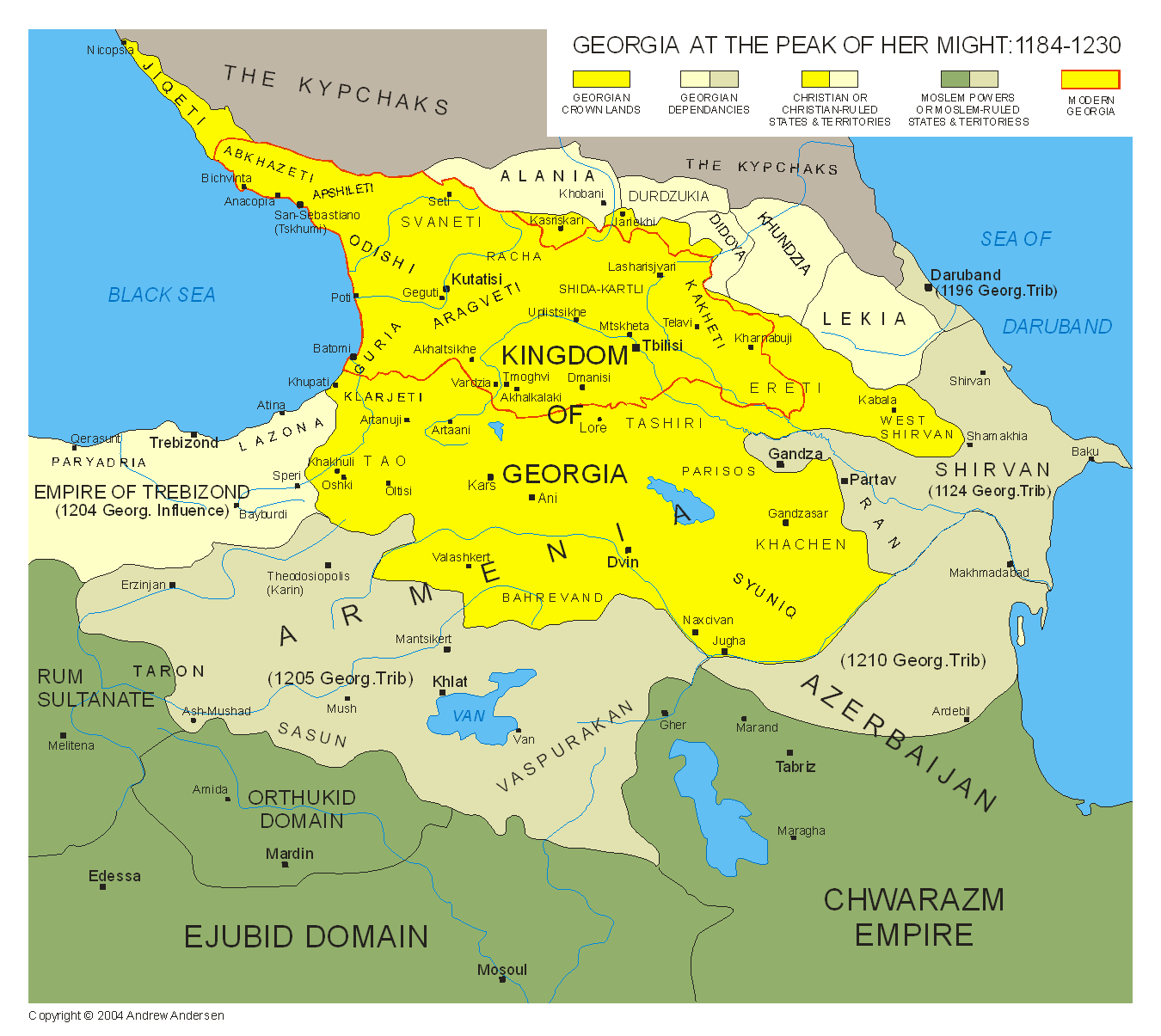
조지아 왕국의 전성기 시절 영토와 영향력이 미치던 영역

전투에 동원된 군사 수는 사료들마다 제각각 다른 수를 제시하고 있다. 기록에 따르면 셀주크군이 동원한 병사의 수가 400,000명에서 605,000명 사이이다. 다비드 왕의 군대는 일반적으로 40,000명의 조지아인, 15,000명의 킵차크인, 500명의 알란인, 100명의 ‘프랑크족' 십자군으로 이루어졌다고 생각된다. 아랍의 연대기 작가 이븐 알아시르에 의하면, 다비드는 200명의 중기병을 탈영자로 가장해 셀주크군 숙영지에 보내 군 지휘부를 만나게끔 했다. 이 병사들은 셀주크군 지휘부 앞에서 갑자기 돌변해 그들을 죽였다. 이 급습으로 인해 셀주크 군 지휘 체계가 마비되었다. 이때 다비드는 자신의 아들 데메트리우스 1세와 군대를 분할해 여러 차례 셀주크 군대의 측면을 공격했다. 3시간에 걸친 공격 끝에 셀주크 군대는 무너져 도주하기 시작했다. 승자들은 그들의 뒤에 남겨진 막대한 양의 보물과 병사들을 손에 넣었다.

## 트빌리시 점령
승기를 잡은 다비드는 남은 무슬림들을 저항을 가혹하게 제압했다. 그리고 이듬해인 1122년, 트빌리시를 습격했고, 조지아 연대기에 의하면, 도시는 “영원히 그의 자손들의 무기고이자 수도”가 되었다. 중세의 사료들은 다비드의 행동이 트빌리시의 무슬림들에 대한 복수임을 강조했다. 하지만 아랍의 역사가 알아이니(1360 - 1451)는 조지아인들의 왕이 도시를 약탈하기는 했으나 결국 “무슬림들에게 무슬림 지배자 이상으로 그들을 존중해준다고 느끼게 해줬다”고 적었다.